# پوخو
پوخو (به آلمانی: Puchau) یک شهرک در اسلواکی با جمعیت ۱۸٬۶۵۸ نفر است که در Púchov District واقع شده‌است.